# Estrela de serviço
Uma estrela de serviço é uma condecoração militar que destaca participação ativa em campanhas militares.